# Lara Comi
Lara Comi (nascida em 18 de fevereiro de 1983) é uma política italiana, membro do Parlamento Europeu de 2009 a 2019.

## Carreira
Estagiou no consulado do Uruguai na Itália e na Beiersdorf Itália, e foi gerente de marca da Giochi Preziosi.
No sétimo Parlamento Europeu, foi membro das delegações para as relações com o Afeganistão (2009-2010) e da América Latina (2010-2014), da delegação à Comissão Parlamentar Mista UE-México (2010-2014) e da Comissão do Mercado Interno e Proteção do Consumidor (2012–14).
A partir de 16 de novembro de 2013, com a dissolução do Povo da Liberdade, ela passou a fazer parte da Forza Italia reformada.
Na eleição europeia de 2014, Comi manteve a sua cadeira pelo Noroeste da Itália, desta vez com 83.987 votos. Ela foi escolhida como vice-presidente do grupo do Partido Popular Europeu para o oitavo Parlamento Europeu. Ela actuou na Comissão do Mercado Interno e da Proteção do Consumidor e na Delegação para as Relações com os Estados Unidos.

## Problemas legais
Lara Comi contratou a mãe como assistente pessoal no seu gabinete no Parlamento Europeu e foi sancionada por isso.